# Људи (филм)
Људи (енгл. The Men) је филм Фреда Зинемана из 1950. у којем се говори о тешко повређеном ветерану из Другог светског рата који настоји да се поново укључи у заједницу. Смештен углавном на параплегичарском одељењу болнице ВА, у филму глуми Марлон Брандо (у његовом филмском дебију) као бивши војни војник по имену Кен који је због ратне повреде парализован и користи инвалидска колица. Патећи од депресије и нарушеног самопоимања, Кен се бори да прихвати свој инвалидитет и своју потребу да прихвати бригу других, укључујући и своју вереницу/жену.
Филм је режирао Фред Зинеман, а сценарио је написао Карл Форман, продуцирао Стенли Крејмер, а глумили су Тереза Рајт и Еверет Слоун. Добио је углавном позитивне критике и номинацију за Оскара за сценарио.

## Заплет
Филм почиње штампаном посветом:
| „ | У свим ратовима, од почетка историје, било је људи који су се борили два пута. Први пут су се борили тољагом, мачем или митраљезом. Други пут нису имали ништа од овог оружја. Ипак, ова [друга борба] је далеко била највећа битка. Борило се са непоколебљивом вером и сировом храброшћу и на крају је победа постигнута. Ово је прича о таквој групи мушкараца. Њима је посвећен овај филм. | ” |

Током Другог светског рата, поручника америчке војске Кена Вилочека је снајпериста упуцао у леђа и повредио му кичмену мождину. У годинама које следе, суочава се са низом сталних борби у прихватању свог стања, рехабилитацији и поновном уласку у друштво. Филм се такође фокусира на изазове са којима се суочавају Кен и Елен, његова вереница, као појединци и као пар, пре и после венчања. Такође наглашава догађаје у животима других мушкараца у болници ВА, од свадбене прославе до изненадне смрти од менингитиса. Др Брок предводи тим лекара, медицинских сестара и физиотерапеута. Пред крај филма, када га Кен оптужује да не разуме потешкоће које прете његовом браку, Брок говори Кену о сопственој фрустрацији: „Никада не могу да видим да пацијент одлази одавде, никада. Могу да одржим човека у животу, али у свом срцу осећа да сам га изневерио. Осећаш се тако, зар не? Требало ми је доста времена да се навикнем на то.” Он открива да је специјализацију за параплегију почео пре 18 година, након што му је супруга повређена у саобраћајној несрећи. „Параплегија је тада била нова област. Барем није морала да пати предуго... Дао бих све што знам да ћу је, кад одем кући, затећи тамо, како ме чека, у инвалидским колицима.“ Он не може обећати да ће све успети са Елен, али ако она воли Кена, а он се понаша добро и шансе су добре. У сваком случају, доктор говори да Кен има много да живи, и то мора да ради за себе.
Кен се вози до куће Елениних родитеља, мало даље од болнице, вади своја инвалидска колица и пење се стрмом стазом од цигле све док га степеница не блокира. Елен излази. „Прешлао си дуг пут“, каже она. „Желиш ли да ти помогнем да се попнеш уз степенице?“ Он одговара: „Молим те“. Филм се завршава дугим снимком како му Елен помаже да угура своја инвалидска колица у кућу.

## Глумци
- Марлон Брандо као Кен Вилочек
- Тереза Рајт као Елен
- Еверет Слоун као др Брок
- Џек Веб као Норм
- Ричард Ердман као Лео
- Артур Хурадо као анђео
- Вирџинија Фармер као медицинска сестра Робинс
- Дороти Три као Еленина мајка
- Хауард Сент Џон као Еленин отац

Многи пацијенти и особље у болници  Birmingham Veterans Administration Hospital у Ван Најсу, Калифорнија, где је већи део филма снимљен.